# El Cau (Sarrià de Ter)
El Cau és una obra de Sarrià de Ter (Gironès) protegida com a Bé Cultural d'Interès Local.

## Descripció
L'edifici correspon a l'antic porxo del Mas Font (Can Nadal) prop del torrent de Sarrià i d'una de les fonts.
La construcció del porxo cavalca sobre el curs d'aigua del torrent de Sarrià a partir d'una volta de pedra amb encanyissat que es prolonga en forma de pont públic per permetre el creuament del curs d'aigua. Davant la façana principal, orientada a nord, trobem l'era.
Aquest immoble consta de planta baixa i planta sotacoberta. L'accés es realitza per la façana nord a través d'un gran arc de rajol que ocupa gairebé tota la façana i comunica amb un porxo d'accés lliure en tota l'alçada fins a la coberta. Des d'aquest espai s'accedeix a la planta baixa per una obertura amb brancals i llindes de pedra carejada. A l'interior destaca el forjat de bigues i taulers de fusta que separa l'espai del sotacoberta. El forjat de coberta és de nova construcció, amb bigues de formigó i rajola ceràmica. A la façana nord veiem una remunta respecte a l'alçada original de la construcció. A la façana est destaca una escala de rajol adossada per a una comunicació directa amb la planta sotacoberta. La façana sud és cega i presenta la inscripció Mas Font. Plassa de Francisco Alsina. Actualment l'edifici s'utilitza com a seu del Grup de muntanya de Sarrià.

## Història
L'any 1970, degut a la construcció de l'autopista, es va enderrocar la masia principal i actualment només en resta l'antic porxo, un cadafal pels músics i la font amb un conjunt de taula i banc de pedra.